# World Invasion: Battle Los Angeles
World Invasion: Battle Los Angeles (auch bekannt als Battle: LA und Battle: Los Angeles) ist ein US-amerikanischer Science-Fiction-Kriegsfilm, der am 11. März 2011 in den amerikanischen Kinos anlief und am 14. April 2011 in den deutschen.
Regie führte Jonathan Liebesman; die Hauptrollen übernahmen Aaron Eckhart und Michelle Rodríguez.

## Handlung
Am 12. August 2011 schlagen anfangs für Meteore gehaltene Raumflugkörper einer außerirdischen Rasse weltweit in die Ozeane vor küstennahen Metropolen ein. Diesen entsteigen Infanterieeinheiten, welche die naheliegenden Küsten angreifen und erobern, so auch einen Strandabschnitt vor Los Angeles. Die Außerirdischen wollen die Erde kolonisieren, da sie Wasser als Treibstoff benötigen und dieses nur auf der Erde in flüssiger Form vorkommt. Die Nachrichten melden, dass bereits 20 Städte in 17 Ländern der Erde angegriffen wurden.
Second Lieutenant Martinez, Zugführer in einer Einheit des United States Marine Corps, sowie sein vor dem Ruhestand stehender Stellvertreter Staff Sergeant Michael Nantz, bekommen mit ihrem Team den Auftrag, Zivilisten aus einer Polizeiwache in Santa Monica zu retten, bevor die United States Air Force die Stadt in drei Stunden durch einen massiven Luftschlag zerstören will.
Auf dem Weg zur Wache kommen sie erstmals in Kontakt mit den nur entfernt humanoiden Außerirdischen, die größer als Menschen sind, mit ihren Waffen verwachsen zu sein scheinen und sich als technologisch überlegene Gegner herausstellen. Außerdem treffen die Marines auf eine kleine Gruppe versprengter Soldaten, deren Einheit aufgerieben wurde.
Nachdem sie in einen Hinterhalt der Außerirdischen geraten und einige Verluste erleiden, erreichen die Soldaten die Polizeiwache. Dort treffen sie auf zwei Erwachsene mit Kindern. Ein Hubschrauber wird zur Evakuierung angefordert. Er nimmt einige Verwundete auf und startet, wird dann aber durch Flugdrohnen der Aliens abgeschossen. Die Überlebenden verschanzen sich zunächst im Gebäude. Indem sie einen verwundeten Alien gefangen nehmen und ihn teilweise sezieren, können sie herausfinden, wie er am besten getötet werden kann: in der Leibesmitte, etwa wo beim Menschen das Herz sitzt.
Nun versuchen die Überlebenden, mit einem Bus zu fliehen, um dem angekündigten Luftschlag zu entgehen. Die Flucht ist schwierig, denn die Straßen sind teilweise zerstört und von Autowracks versperrt. Ihr Bus wird von Flugdrohnen angegriffen und beschädigt. Als ein Trupp anstürmender Aliens die Gruppe zu überrennen droht, opfert sich Lieutenant Martinez, indem er sich selbst und den Bus in die Luft sprengt und so der Gruppe die Flucht ermöglicht.
Zwar ist der Countdown mittlerweile abgelaufen, allerdings ist die vermeintliche Luftüberlegenheit der Air Force durch Flugdrohnen der Außerirdischen verloren gegangen und der erwartete Luftschlag bleibt aus.
Die Gruppe, nun unter dem Kommando von Staff Sergeant Nantz, gelangt schließlich zurück zur Militärbasis, findet sie jedoch zerstört vor. Sie entdecken eine Karte mit den letzten verbliebenen Stützpunkten in der Nähe. Mit einem fahrtüchtigen LAV, einem Radpanzer, erreichen sie den letzten Evakuierungspunkt, wo ein Helikopter sie abholt. Während des Rückflugs glaubt Nantz, die Kontrollzentrale der Drohnen in einem dunklen Teil der Stadt zu erkennen. Er will das Gebiet erkunden und hofft, damit den eigenen Streitkräften zu helfen, die Lufthoheit zurückzuerlangen. Inmitten der brennenden und zerstörten Stadt lässt er sich absetzen. Die anderen Soldaten schließen sich ihm daraufhin an.
Sie schaffen es, sich der Kontrollzentrale bis auf kurze Distanz zu nähern. Per Funk fordern sie Boden-Boden-Raketen an und markieren mit einem Laserstrahl das Ziel. In einer entscheidenden Schlacht gelingt es ihnen, den Ansturm der Aliens so lange abzuwehren, bis die Kontrollzentrale der Außerirdischen und damit das Herzstück der gegnerischen Operation durch die angeforderten Fernlenkraketen, von dem Laserstrahl ins Ziel gelenkt, vernichtet wird. Sämtliche Flugdrohnen der Aliens stürzen daraufhin ab, da sie keine Steuersignale mehr erhalten. Angesichts der verlorenen Lufthoheit ziehen sich die außerirdischen Bodentruppen zurück.
Nantz und sein Team werden von einem Hubschrauber aufgenommen und in eine provisorische Operationsbasis in der Mojave-Wüste gebracht, wo sie für ihre Tapferkeit als Helden gefeiert werden. Die anderen angegriffenen Städte übernehmen die Strategie, vorrangig die außerirdischen Kommandoschiffe zu zerstören.
Zusätzliche Bodentruppen werden mobilisiert, um die verbliebenen Aliens zu töten. Entgegen der Anweisung, sich auszuruhen, munitionieren sich Nantz und sein Team neu auf, um weiterzukämpfen: „Jetzt holen wir uns Los Angeles zurück!“

## Kritiken
Die Kritikergemeinde in den Vereinigten Staaten stand dem Film sehr skeptisch gegenüber. Auf Rotten Tomatoes verzeichnet der Film eine Zustimmung von nur 37 %. Der Konsens lautet: „Überlang und überladen mit Kriegsfilm-Klischees, wird Battle: Los Angeles nur die leidenschaftlichsten Action-Junkies unterhalten.“ (“Overlong and overly burdened with war movie clichés, Battle: Los Angeles will entertain only the most ardent action junkies.”)

Battle: Los Angeles is noisy, violent, ugly and stupid. Its manufacture is a reflection of appalling cynicism on the part of its makers, who don’t even try to make it more than senseless chaos. Here’s a science-fiction film that's an insult to the words ‘science’ and ‘fiction,’ and the hyphen in between them. You want to cut it up to clean under your fingernails. […] Young men: If you attend this crap with friends who admire it, tactfully inform them they are idiots. Young women: If your date likes this movie, tell him you've been thinking it over, and you think you should consider spending some time apart.

„Battle: Los Angeles ist laut, gewalttätig, hässlich und dumm. Seine Machart spiegelt den entsetzlichen Zynismus von Seiten seiner Macher wider, die nicht einmal versuchen, mehr als sinnloses Chaos zu erschaffen. Hier haben wir einen Science-Fiction-Film, der die Wörter „Wissenschaft“ und „Fiktion“ genauso beleidigt wie den Bindestrich dazwischen. Er ist nicht das Schwarze unter den Fingernägeln wert. […] Jungs: Wenn ihr diesem Mist mitmacht mit Freunden, die ihn gut finden, dann bringt ihnen taktvoll bei, dass sie Idioten sind. Mädels: Wenn eure Verabredung diesen Film mag, sagt ihm, dass ihr es euch überlegt habt und der Meinung seid, ihr solltet auch mal andere Leute treffen.“

“This movie spends so much yawn-inducing time on variations of the same combat scenario that its final showdown feels rushed. That’s why Battle: Los Angeles would have worked better as a video game. Viewers who adore the bang-bang could have sustained it for weeks. And the rest of us could have looked up the cheat codes and jumped straight to the anticlimactic ending.”

„Dieser Film verschwendet so viel Zeit an gähnend langweilige Variationen desselben Gefechtszenarios, dass der finale Showdown an einem vorbeirauscht. So hätte Battle: Los Angeles wohl eher als Videospiel funktioniert: Zuschauer, die sein Peng Peng schätzen, hätten es dann wochenlang ertragen können, während der Rest von uns in den Cheats nachgeschaut hätte und schnell ans enttäuschende Ende vorgesprungen wäre.“

„Was bleibt, sind zwei, drei gelungene Actionsequenzen, aber das restliche Schlachtengetöse verpufft relativ wirkungslos. Verglichen mit einer Genrebereicherung wie Neill Blomkamps Sci-Fi-Allegorie District 9 ist Battle: Los Angeles ein klarer Rückschritt. […] Fazit: Martialisches Sci-Fi-Schlachtenepos mit einigen beeindruckenden Actioneinlagen und einer Riege von Newcomern, die in Nebenrollen verheizt werden.“

„Ein naturalistischer Kriegsfilm aus der Sicht der Fußsoldaten will der Film sein, aber ein sträflich schludriger Schnitt sowie willenlos wechselnde Kamerawinkel sorgen nicht für Spannung, sondern lediglich für Desorientierung und Langeweile an der Alien-Front. So versagt World Invasion bereits im Boot Camp der Filmgrammatik und wirkt meist wie ein überlanger Trailer, der kein Gefühl für Raum und Rhythmus besitzt.“

## Videospiel
Das offizielle Videospiel wurde am 11. März 2011 auf Xbox Live veröffentlicht.

## Sonstiges
Mit einem Budget von 70 Millionen Dollar hat der Film weltweit ca. 211,8 Millionen Dollar eingespielt, davon am Eröffnungswochenende mit ca. 35,5 Millionen Dollar auf Platz 1.
Regisseur Jonathan Liebesman erklärte im Frühjahr 2012, dass an einer Fortsetzung mit ähnlich großem Budget gearbeitet werde.
The Asylum produzierte mit Battle of Los Angeles im gleichen Jahr einen Mockbuster.